# Cimetières étrangers au Japon

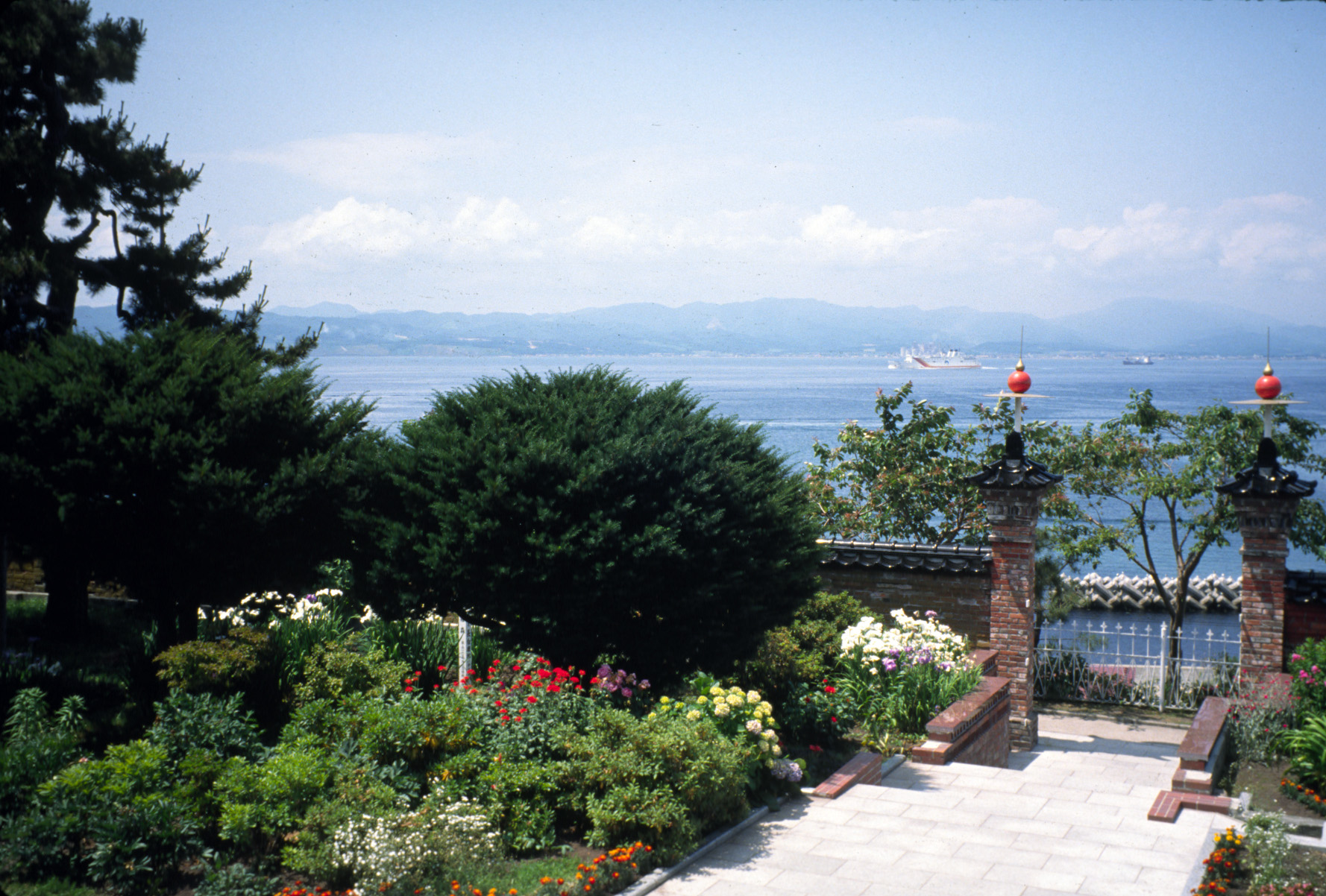
Cimetière étranger de Hakodate.

Les cimetières étrangers (外国人墓地, gaikokujin bochi) au Japon sont principalement situés à Tokyo et dans les anciens ports de traité de Nagasaki, Kōbe, Yokohama et Hakodate. Ils contiennent les dépouilles d'étrangers ayant résidé pendant une longue période au Japon et sont distincts des cimetières militaires.

## Tokyo

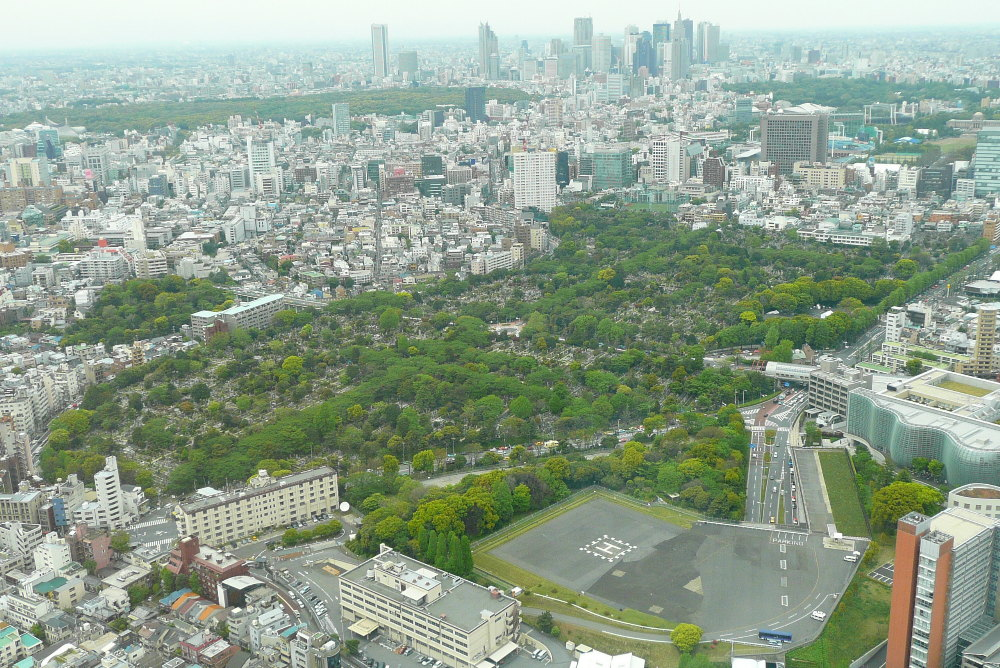
Vue aérienne du cimetière d'Aoyama.

Le cimetière d'Aoyama à Tokyo possède une section pour les étrangers. En 2005, son existence fut menacée par un projet de la municipalité qui désirait faire un parc à la place et les autorités affichèrent des avertissements (Kanpo) sur les tombes dont la famille du défunt n'avait pas payé les taxes demandées. Ces avertissements expiraient fin septembre 2005 après quoi les tombes devaient être déplacées ailleurs.
Selon le règlement du cimetière, si les frais annuels qui étaient de 590 yens par m2 n'étaient plus réglés depuis cinq ans, un avertissement était affiché et le site serait nettoyé un an plus tard. Le 1er octobre 2004, 78 tombes du cimetière d'Aoyama avaient reçu un avertissement et la plusieurs d'entre elles se trouvaient dans la section réservée aux étrangers. Elles risquaient donc d'être enlevées après le 30 septembre 2005.
Certaines tombes dataient de l'ère Meiji (1868-1912), d'hommes et de femmes qui introduisirent les pratiques occidentales au Japon - des médecins, enseignants, missionnaires, scientifiques ou artistes. La plupart d'entre aux avaient été des conseillers étrangers.
Plusieurs étrangers célèbres y étaient enterrés comme le ministre britannique plénipotentiaire Hugh Fraser mort en poste en 1894, le capitaine Francis Brinkley, Guido Verbeck, Henry Spencer Palmer, Edoardo Chiossone, Joseph Heco, Edwin Dun, Mary True et d'autres.
L'administration de la section des étrangers a été formé en 2005 pour militer pour la préservation de la partie étrangère du cimetière.

## Nagasaki
Il y a trois principaux cimetières internationaux à Nagasaki : 
1. Le cimetière international d'Inasa, qui est le plus ancien cimetière étranger du Japon et qui est composé de parcelles séparées pour les Chinois, les Néerlandais et les Russes.
2. Le cimetière international d'Oura, qui fut fondé au début des années 1860 à proximité des établissements étrangers de Nagasaki et servit à la communauté étrangères jusqu'à sa fermeture en 1888.
3. Le cimetière international de Sakamoto, qui contient 440 tombes dont celle du marchand écossais Thomas Blake Glover.

## Kōbe

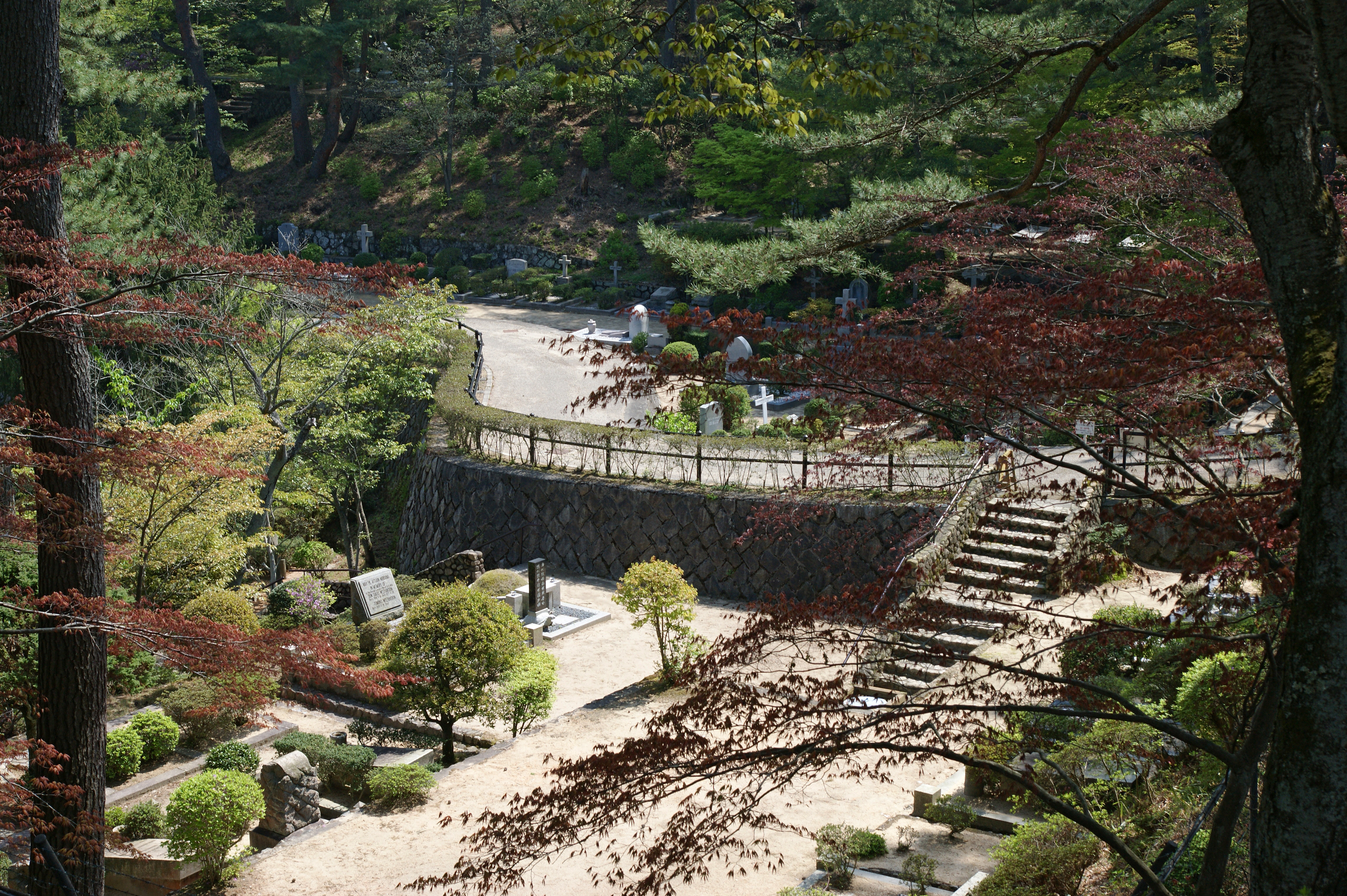
Cimetière étranger de Kōbe.

Le cimetière étranger de Kōbe se trouve sur le mont Futatabi dans un cadre agréable et boisé.
Il contient notamment la tombe d'Alexander Cameron Sim.

## Yokohama

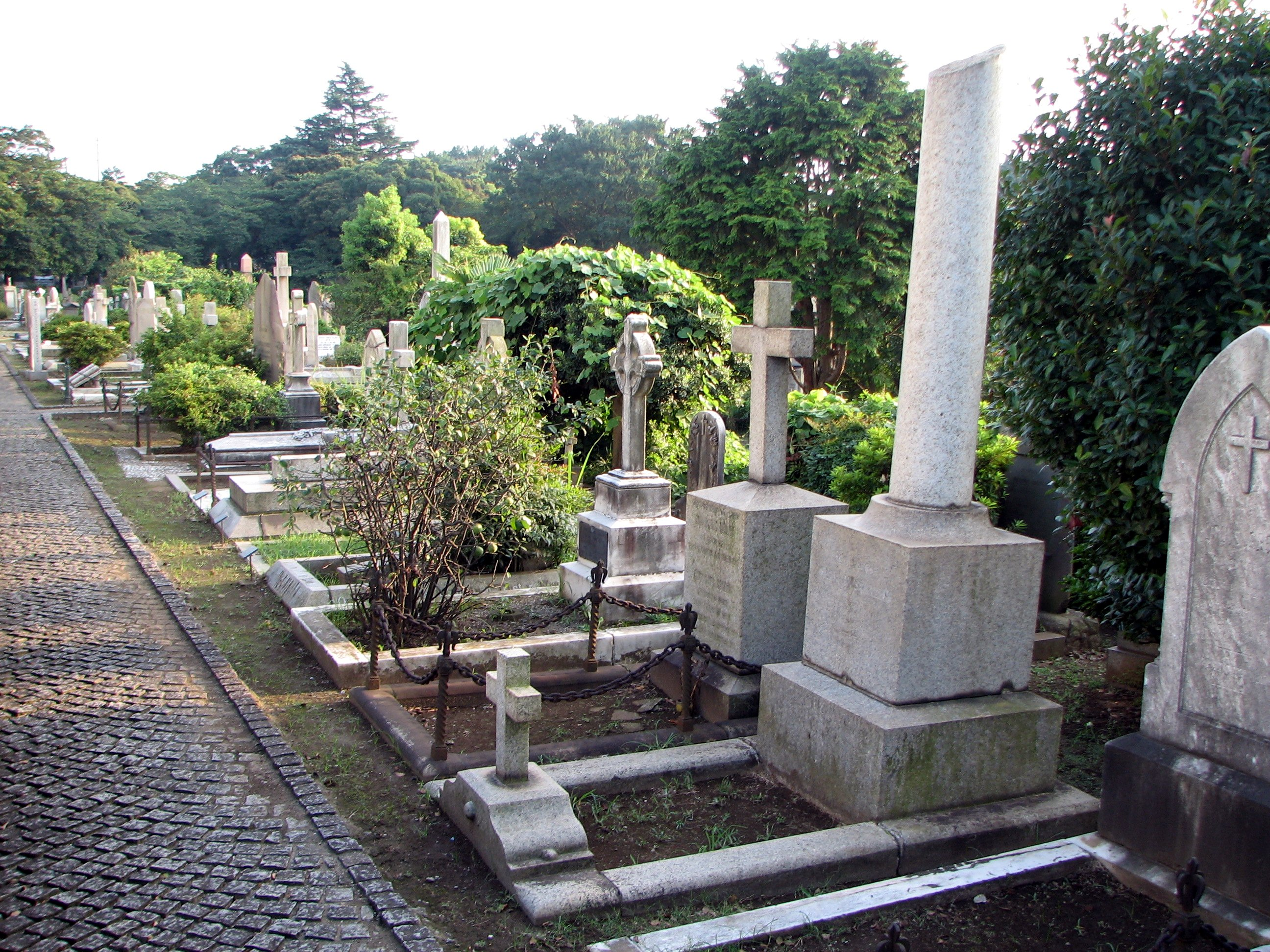
Cimetière étranger de Yokohama.

Le cimetière de Yokohama, situé dans le quartier de Naka, contient entre autres la tombe de Charles Lennox Richardson, assassiné lors de l'incident de Namamugi en septembre 1862, celles de John Wilson, de Charles Wirgman et de Ludovicus Stornebrink. Y sont aussi enterrés les conseillers militaires français de la guerre du Boshin, François Bouffier, Jean Marlin et Auguste Pradier.
Pendant les fins de semaines de printemps, été et automne (de 12 à 16 h), le cimetière est ouvert au public en échange d'un petit don pour aider à l'entretien du lieu. Les visiteurs peuvent voir une petite brochure indiquant les tombes intéressantes, et ils peuvent également visiter le musée du cimetière. Ces événements sont organisés par la fondation du cimetière étranger de Yokohama qui est responsable depuis 1900 de l'entretien et de la maintenance générale du cimetière considéré comme un site historique très important de Yokohama.
Le cimetière de Yokohama a subi de récentes rénovations grâce à un généreux don de Seiji Ozawa, dont les beaux-parents y sont enterrés.
Il existe une autre section pour les étrangers près de la gare de Yamate le long de la ligne Keihintouhoku appelée « cimetière étranger de Negishi ». Elle fut fondée en 1880 mais n'accueillit sa première tombe qu'en 1902. Beaucoup de victimes du grand tremblement de terre de Kanto de 1923 y sont enterrées.
Yokohama accueille aussi un cimetière militaire pour les ressortissants britanniques ou du Commonwealth morts au combat. Les tombes sont réparties selon la nationalité, britannique, australienne ou néo-zélandaise, et il existe même des tombes pour les ressortissants indiens.
Yokohama possède également un cimetière chinois près du parc de Negishi appelé « cimetière de Nankin ». Il pour accueillir les dépouilles de Chinois avant leur retour en Chine même.

## Hakodate

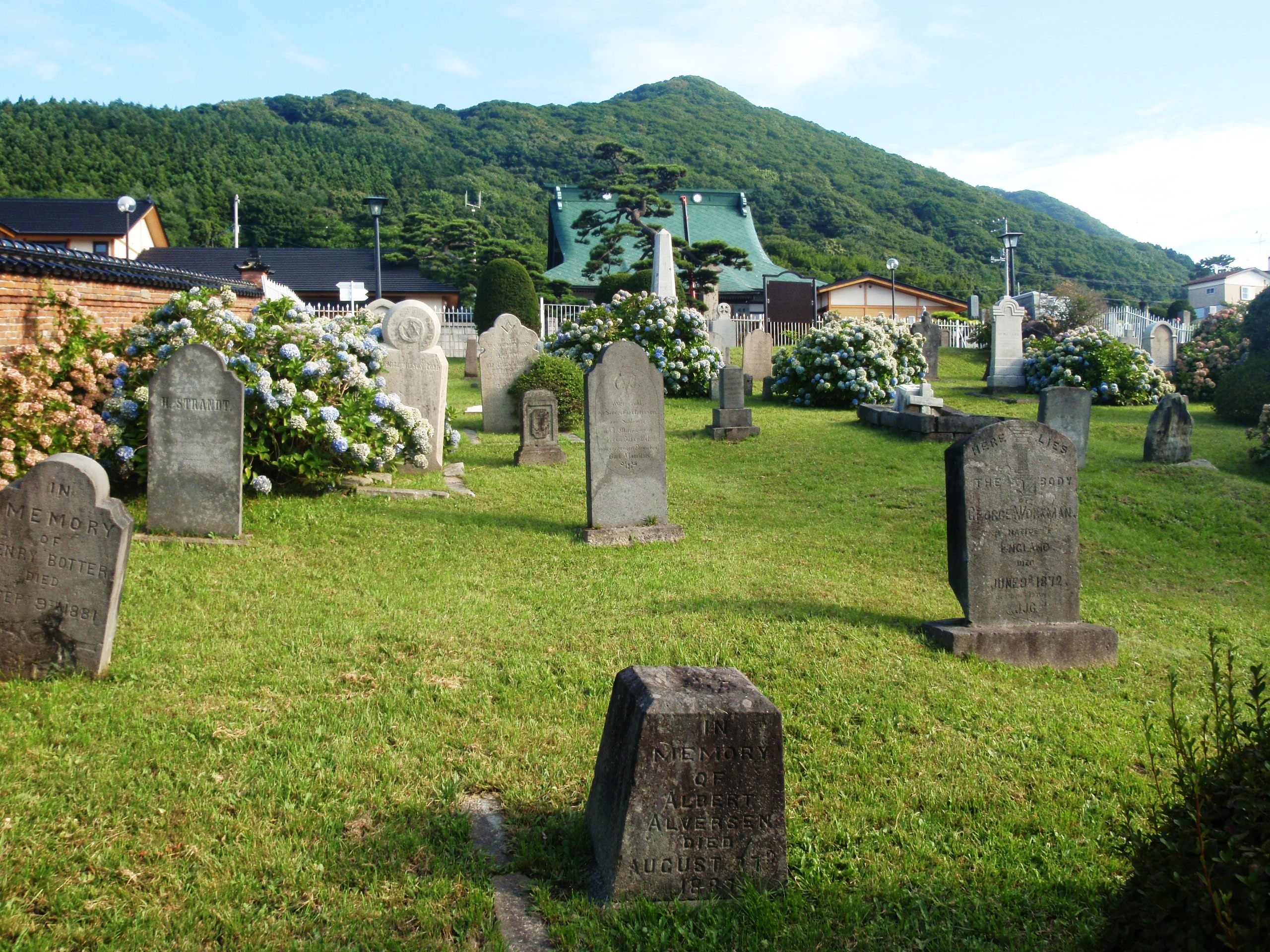
Cimetière étranger de Hakodate.

Le cimetière étranger de Hakodate, situé dans le district de Motomachi, se trouve près du Mont Hakodate au-dessus d'une plage.
Le cimetière est divisé en sections nationales et culturelles : différentes associations locales sont responsables de l'entretien de chaque section. Toutes les tombes font face à l'océan.
S'y trouvent les tombes de deux marins de la flotte du commodore Matthew Perry.

## Naha
Il existe également un cimetière étranger à Naha sur l'île d'Okinawa. Les plus anciennes tombes sont celles de marins chinois. Certains contemporains de Matthew Perry y sont enterrés.